# Boissey-le-Châtel
Boissey-le-Châtel ist eine französische Gemeinde mit 877 Einwohnern (Stand 1. Januar 2022) im Département Eure in der Region Normandie. Sie gehört zum Arrondissement Bernay und zum Kanton Grand Bourgtheroulde.

## Geschichte
Boissey-le-Châtel liegt an einer ehemaligen Abzweigung der Römerstraße von Lisieux (Noviomagus Lexoviorum) über Brionne (Breviodurum) nach Rouen (Rotomagus). Dieser Weg führte über Lieurey und Pont-Authou nach La Bouille (Département Seine-Maritime). Im lieu-dit (‚Ort der genannt wird..‘) Mare-aux-Loups, etwa 300 Meter vom Schloss Tilly entfernt, wurden 1911 die Fundamente einer gallo-römischen Villa gefunden.
Am 26. August 1944 wurde Boissy-le-Châtel im Zweiten Weltkrieg (1939–1945) durch die 5th Royal Inniskilling Dragoon Guards und die 7th Armoured Division der British Army befreit. Die Wehrmacht leistete Widerstand. Sechs Befreier starben. Für zwei von ihnen wurde eine Erinnerungstafel errichtet, nach einem weiteren wurde eine Straße benannt.

### Bevölkerungsentwicklung
| Jahr      | 1962 | 1968 | 1975 | 1982 | 1990 | 1999 | 2008 | 2016 |
| Einwohner | 511  | 533  | 601  | 700  | 674  | 687  | 845  | 897  |

## Sehenswürdigkeiten
Das Schloss Tilly wurde zwischen 1530 und 1535 erbaut. Es ist als Monument historique klassifiziert.
Die Butte du Diable ist die Ruine einer mittelalterlichen Motte, die innerhalb eines rechtwinkligen Geländes mit einer Seitenlänge von 125 × 75 Metern steht. Das Gelände ist von einem Wall und einem Graben umgeben.

## Wirtschaft

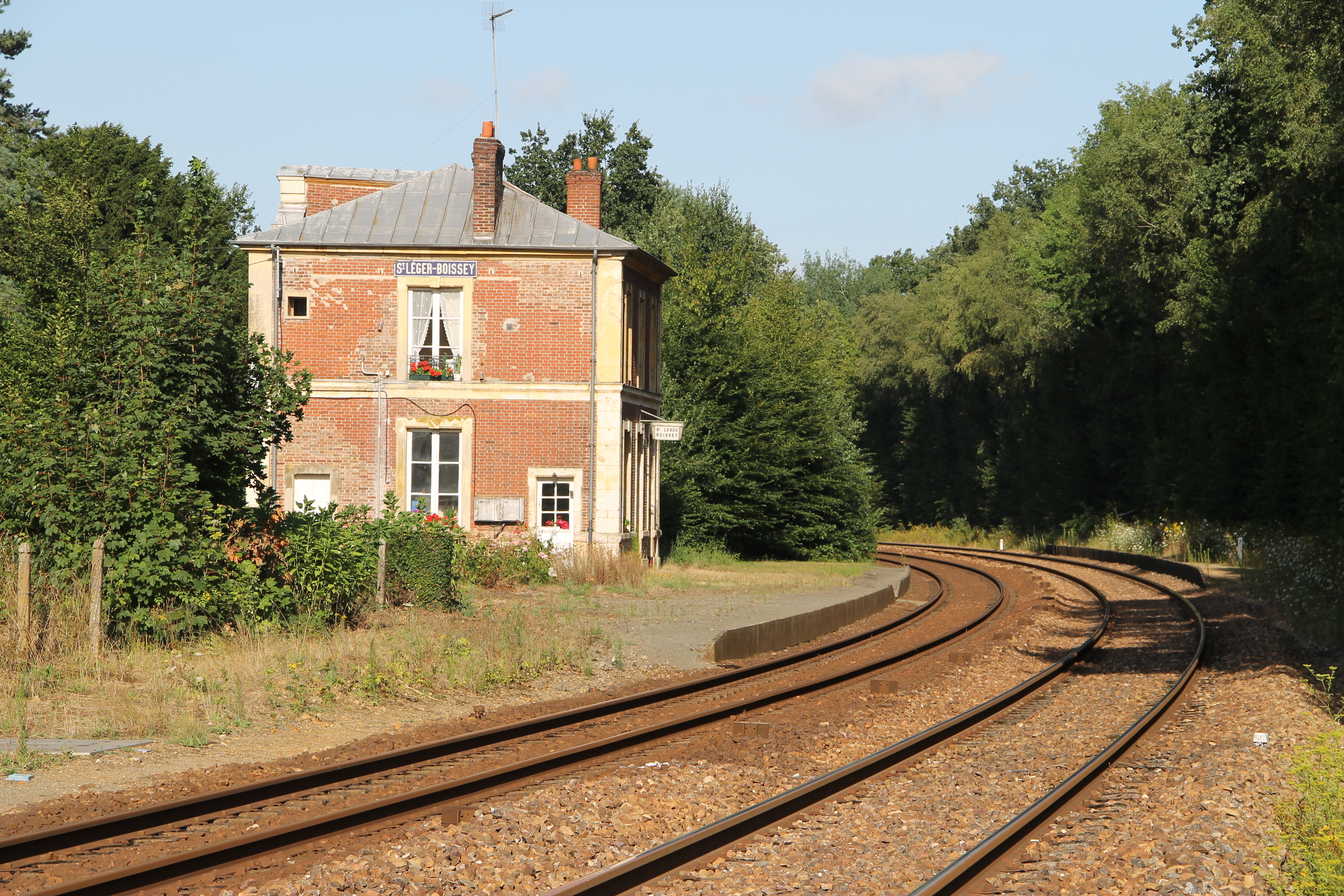
Bahnhof Saint-Léger-Boissey

Auf dem Gemeindegebiet gelten geschützte geographische Angaben (IGP) für Schweinefleisch (Porc de Normandie), Geflügel (Volailles de Normandie) und Cidre (Cidre de Normandie und Cidre normand).